# Gallifrey
Gallifrey è un pianeta nell'universo fantascientifico della serie Doctor Who ed è il pianeta natale dei Signori del Tempo, specie della quale fa parte anche il Dottore, protagonista della serie. Si immagina sia collocato nella costellazione di Kasterborous (come ha affermato il Decimo Dottore nel Cinquantenario della serie), alle "coordinate galattiche dieci-zero-undici-zero-zero per zero-due dal punto origine della galassia" più o meno a 250 milioni di anni luce dalla Terra (film per la TV del 1996). Questo pone Gallifrey al di fuori della Via Lattea, che ha un diametro di soli 80-100.000 anni luce. Secondo l'avventura Terror of the Autons invece Gallifrey si trova nella nostra galassia, a circa 29.000 anni luce dalla Terra.

## Gallifrey inDoctor Who
Durante i primi dieci anni di produzione della serie, il nome del pianeta natale del Dottore non viene mai pronunciato, sebbene il pianeta stesso venga mostrato per la prima volta in The War Games (1969), durante il processo al Dottore. È in The Time Warrior (1973), mentre il Dottore viene interrogato dal comandante Linx dei Sontaran, che il nome del pianeta viene infine rivelato. Il Terzo Dottore, sotto tiro, informa Linx di essere a conoscenza della specie dei Sontaran. Linx, sapendo che il Dottore non poteva essere un umano se era a conoscenza della sua specie, chiede allora il pianeta di provenienza del Dottore, il quale risponde "Gallifrey. Sono un Signore del Tempo".
Ciò che nel corso della serie non viene mai chiaramente detto è quando avvengono le apparizioni di Gallifrey. Poiché il pianeta viene spesso raggiunto nel corso di viaggi nel tempo, il suo presente relativo potrebbe esistere in qualunque momento del tempo terrestre passato o futuro. Numerosi episodi lasciano intuire che Gallifrey sia posto nel futuro, ma altri e alcuni libri sembrerebbero propendere per il passato. Dopo la fine della guerra del tempo Gallifrey diviene "bloccato nel tempo", quindi impossibile da raggiungere attraverso il viaggio nel tempo.

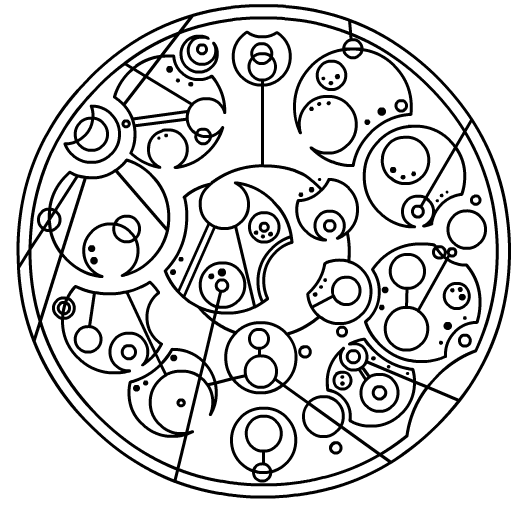
Lingua Gallifreyana

Dopo il rilancio della serie nel 2005, la figura di Gallifrey viene reintrodotta a poco a poco nei primi tre anni:
In La fine del mondo, il Nono Dottore afferma che il suo pianeta è stato distrutto in una guerra e che lui è l'ultimo dei Signori del Tempo. Lo stesso episodio fa capire che i Signori del Tempo saranno ancora ricordati nel remoto futuro.
Successivamente, in Dalek, viene svelato che è stata combattuta una Guerra Temporale tra i Signori del Tempo e i Dalek, e si è conclusa con l'annientamento di ambo le parti con due soli apparenti sopravvissuti: il Dottore e un Dalek solitario precipitato in qualche modo sulla Terra dai meandri dello spazio-tempo. Nonostante il presunto ultimo Dalek si auto-distrugga alla fine dell'episodio, la sua specie troverà poi il modo di ritornare in episodi successivi, ma fino ad allora il Dottore crederà di essere l'unico sopravvissuto della Guerra del Tempo.
Non si fa riferimento al nome del pianeta fino allo speciale natalizio 2006 La sposa perfetta.
Viene fatto capire che altri Signori del Tempo possano essere sopravvissuti alla guerra quando la Faccia di Boe mormora le sue ultime parole al dottore: "Signore del Tempo, non sei solo" (L'ingorgo). 'You Are Not Alone' si rivelerà un acronimo per Yana, un vecchio scienziato che vive alla fine dell'eternità (e che è in realtà il Maestro, in sembianze umane).
Nella puntata il suono dei tamburi, si viene a sapere che i bambini dei Signori del Tempo dovevano guardare nello scisma infinito, uno squarcio nella realtà, che dava sul vortice del tempo. Questo portò alla pazzia del Maestro che - riferendosi a questo episodio - disse che quando vide il vortice del tempo incominciò a sentire i tamburi.
Successivamente (ne La fine del Tempo ), Rassilon troverà il modo di sfruttare il suono dei tamburi nella testa del Maestro (da lui stesso impiantato) per tirare fuori Gallifrey dal blocco temporale in cui si trova, ma verrà respinto dal Dottore e dal Maestro stesso, che gli impediranno di portare a termine l'Ultima Sanzione. Apprendiamo inoltre che è stato il Dottore a distruggere Gallifrey per impedire ai Signori del Tempo di attivare l'Ultima Sanzione per porre fine (oltre che alla guerra) al tempo stesso.
Nell'episodio del Cinquantenario della serie Il giorno del Dottore, i dodici Dottori, insieme al War Doctor che distrusse apparentemente il pianeta con l'arma nota con il nome di Momento, usano i loro TARDIS per sigillare Gallifrey in un luogo sconosciuto durante l'ultimo giorno dell'Ultima Grande Guerra del Tempo, in attesa di liberarlo.
Nell'episodio Piegato dall'Inferno si scopre che i Signori del Tempo sono riusciti a liberare Gallifrey dall'universo tasca e a posizionarlo alla fine dell'universo. Il pianeta sembra essersi ripreso dalla Guerra e la Cittadella è stata ricostruita. Con l'aiuto dell'esercito il Dottore esilia Rassillon e l'Alto Consiglio per i crimini commessi durante la Guerra del Tempo.
Nell'episodio Spyfall parte 2 il Maestro rivela al Tredicesimo Dottore di aver raso al suolo Gallifrey a causa delle menzogne raccontate dal loro popolo riguardo all'origine dei Signori del Tempo, interamente basata su un misterioso personaggio chiamato "Bambino senza tempo" le cui informazioni sono sepolte nella memoria di ogni Signore del Tempo.
Nell'episodio The Timeless Children il Maestro e il Tredicesimo Dottore ritornano su Gallifrey. Qui, tramite la Matrice, viene rivelata la vera origine dei Signori del Tempo: essi ottennero la rigenerazione grazie agli esperimenti che la scienziata Tecteun eseguì sul Timeless Child. Il Maestro chiama quindi i Cyberman su Gallifrey per stringere un'alleanza. Alla fine però li tradisce prendendo il controllo delle loro forze e rivelando di aver cyber-convertito tutti i Signori del Tempo morti, creando un esercito di Cyber Lords che possono rigenerarsi. Per impedire al Maestro di fuggire con il suo esercito, il Dottore e i suoi compagni decidono di usare la Death Particle, la cui esplosione ucciderà tutta la vita su Gallifrey. Il Dottore decide di restare indietro per detonarla e permettere ai suoi amici di fuggire. Alla fine, però, Il Dottore non riesce a farlo e sarà Ko Sharmus a sacrificarsi. Il Dottore fugge in un nuovo Tardis mentre Il Maestro e i suoi soldati vengono spazzati via.

## Geografia
Dallo spazio, Gallifrey appare come un pianeta giallo-arancio ed è abbastanza vicino alle vie spaziali centrali da far sì che le astronavi debbano richiedere l'autorizzazioni ai controllori di volo di Gallifrey ogni qualvolta attraversino il sistema. Il pianeta è circondato da un campo di forza quantico e da una barriera detta di transduzione. Queste misure evitano che gli intrusi, ostili o no, possano avvicinarsi al pianeta e consentono ai Signori del Tempo di mantenere il loro stato di assoluta neutralità, osservando gli eventi che si svolgono nel resto dell'universo senza prenderne parte attivamente. La barriera è stata oltrepassata in un'occasione dai Sontaran a seguito di un sabotaggio interno.
Susan Foreman, la nipote del Dottore, una volta ha descritto il suo pianeta come un posto pieno di alberi dalle foglie argentee e con un cielo notturno arancio scuro, caratteristiche che il decimo Dottore ribadirà nell'episodio L'ingorgo, del 2007. Da questo risulta che gli esterni sul pianeta appaiano sempre di tono ambrato, come si vede in Invasion of Time. Il cielo di Gallifrey è apparso invece simile a quello blu della Terra in The Five Doctors (1983) all'interno della desolata "zona della morte", ma probabilmente per una disattenzione della produzione.
Ne L'ingorgo, il Dottore fa anche cenno a vaste aree montuose situate sul pianeta, "con prati rosso intenso, coperti di neve". Continua poi a raccontare di come il secondo sole di Gallifrey "sorgeva a sud facendo risplendere i monti", facendo apparire gli alberi argentei come "una foresta in fiamme". Ne Il suono dei tamburi, il Dottore afferma che Gallifrey era detto il "mondo splendente dei sette sistemi".
La Cittadella dei Signori del Tempo risiede nel continente dell'Impegno Selvaggio, sui Monti del Sollievo e della Solitudine, ove si trova anche il palazzo del governo. Al suo interno è conservato e sorvegliato dai Signori del Tempo l'Occhio dell'Armonia; esso fornisce l'energia necessaria ai viaggi nel tempo cui tutti i TARDIS attingono. Sempre nel palazzo del governo è situata la Matrice, l'immenso computer extra-dimensionale che funge da deposito della memoria e della conoscenza di tutti i Signori del Tempo.
Una delle città più importanti del pianeta è Arcadia, che era protetta da 400 trincee del cielo e per questo era considerata il "luogo più sicuro di Gallifrey". Arcadia si trova nel Deserto Arcadiano. Le dimensioni di Gallifrey sono più grandi in confronto a quelle della Terra.